# 兰斯顿 (阿拉巴马州)
兰斯顿（英文：Langston），是美国阿拉巴马州下属的一座城市。面积约为4.93平方英里（约合12.76平方公里）。根据2010年美国人口普查，该市有人口270人，人口密度为54.82/平方英里（约合21.16/平方公里）。